# Euphrasia iranica
Euphrasia iranica là loài thực vật có hoa thuộc họ Cỏ chổi. Loài này được O.Schwarz & Bornm. mô tả khoa học đầu tiên năm 1937.